# Liste des films soviétiques sortis en 1948
Cet article présente une liste de films produits en Union soviétique et sortis en 1948.

## 1948
Les titres en français sont en grande majorité des traductions et non les titres attribués par les distributeurs dans les pays francophones.
Pour le classement annuel, la liste des titres a été établie en se basant sur les répertoires des pages Wikipédia en russe documentées par Longs métrages soviétiques. Catalogue annoté complétées par les listes des sites «kino-teatr» et «kinopoisk» d'où le nombre important de films que l'on trouve dans les références.
Pour les titres où l'on manque de précisions, seule l'année est indiquée : année de réalisation, année de sortie ou les deux ?. Bien que cela puisse paraître superflu, 19.. est inscrit pour chacun de ces titres pour montrer que la vérification a été faite.
On remarque que, la plupart du temps, il n'y a pas de première pour les courts métrages ainsi que pour les dessins animés et les documentaires de courte durée.
| Titre                                  | Titre original                          | Date de sortie                                               | Réalisateur                                                               |
| -------------------------------------- | --------------------------------------- | ------------------------------------------------------------ | ------------------------------------------------------------------------- |
| Airs traditionnels                     | ru:Родные напевы                        | 14 juin 1948                                                 | Sergueï Ivanovitch Splochnov (ru) et Arkadi (Aron) Issakovitch Choulman   |
| Alicher Navoï                          | ru:Алишер Навои (фильм)                 | 6 février 1948                                               | Kamil Yarmatov                                                            |
| Champion (dessin animé)                | ru:Чемпион (мультфильм)                 | 1948                                                         | Aleksandr Vassilievitch Ivanov (ru)                                       |
| Corne d'or (film)                      | ru:Золотой рог (фильм)                  | 24 juin 1948                                                 | Iefim Iefimovitch Aron (ru)                                               |
| Cou gris                               | ru:Серая Шейка                          | 1948                                                         | Leonid Alekseïevitch Amalrik (ru) et Vladimir Polkovnikov                 |
| Crayon sur la glace (Court-métrage)    | ru:Карандаш на льду                     | 25 décembre 1948                                             | Vladimir Viktorovitch Nemoliaïev (ru)                                     |
| Le Dit de la terre sibérienne          | ru:Сказание о земле Сибирской           | 16 février 1948                                              | Ivan Pyriev                                                               |
| L'Eléphant et la fourmi (dessin animé) | ru:Слон и муравей (мультфильм)          | 1948                                                         | Boris Petrovitch Diojkine (ru) et Guennadi Flegontovitch Filippov (ru)    |
| l'Elève de première année              | ru:Первоклассница                       | 22 mars 1948                                                 | Ilia Frez                                                                 |
| Fedia Zaïtsev                          | ru:Федя Зайцев                          | 1948                                                         | Valentina Semionovna Broumberg (ru) et Zinaïda Semionovna Broumberg (ru)  |
| Fille de Ferghana                      | ru:Дочь Ферганы                         | 24 décembre 1948                                             | Nabi Ganievitch Ganiev (ru)                                               |
| Le Foulard rouge                       | ru:Красный галстук (фильм)              | 6 mai 1948                                                   | Vladimir Soukhobokov                                                      |
| Fusil de chasse (dessin animé)         | ru:Охотничье ружьё (мультфильм)         | 1948                                                         | Panteleïmon Petrovitch Sazonov (ru) et Roman Davydov                      |
| Histoire d'un homme véritable (film)   | ru:Повесть о настоящем человеке (фильм) | 22 octobre 1948                                              | Alexandre Stolper                                                         |
| L'Histoire du soldat (dessin animé)    | ru:Сказка о солдате (мультфильм)        | 23 mars 1948                                                 | Valentina Semionovna Broumberg (ru) et Zinaïda Semionovna Broumberg (ru)  |
| La Jeune Garde (film)                  | ru:Молодая гвардия (фильм)              | 11 octobre 1948 ou 18 et 25 octobre 1948 (1er et 2e épisode) | Sergueï Guerassimov                                                       |
| Jeunesse de notre pays                 | Молодость нашей страны                  | 3 janvier 1948                                               | Irina Venger, Iossif Posselski, Sergueï Youtkevitch                       |
| Journée du pays victorieux             | ru:День победившей страны               | 16 juin 1948 en Allemagne                                    | Ilya Kopaline et Irina Frolovna Setkina-Nesterova (ru)                    |
| Le Nouvel An (dessin animé)            | ru:Новогодняя ночь (мультфильм)         | 22 mars 1948                                                 | Piotr Nikolaïevitch Nossov (ru) et Olga Khodataïeva                       |
| Pages de vie                           | ru:Страницы жизни (фильм, 1948)         | 24 décembre 1948                                             | Boris Barnet et Aleksandr Matcheret                                       |
| Pour ceux qui sont en mer              | ru:За тех, кто в море (фильм)           | 27 mars 1948                                                 | Alexandre Feinzimmer                                                      |
| Précieuses Céréales                    | ru:Драгоценные зёрна                    | 17 juillet 1948                                              | Semion Iossifovitch Derevianski (ru), Iossif Kheifitz et Alexandre Zarkhi |
| Première leçon (dessin animé)          | ru:Первый урок (мультфильм)             | 1er octobre 1948                                             | Lamis Bredis (ru)                                                         |
| La Question russe                      | ru:Русский вопрос                       | 8 mars 1948                                                  | Mikhaïl Romm                                                              |
| Qui est-ce? (dessin animé)             | ru:Кем быть? (мультфильм, 1948)         | 1948                                                         | Dmitri Naoumovitch Babitchenko (ru)                                       |
| Le Renard et le merle                  | ru:Лиса и дрозд (мультфильм)            | 4 février 1948                                               | Aleksandr Vassilievitch Ivanov (ru)                                       |
| Revenir avec la victoire               | ru:Возвращение с победой                | 1er juin 1948                                                | Aleksandr Gavrilovitch Ivanov (ru)                                        |
| Les Routes bleues                      | ru:Голубые дороги                       | 26 janvier 1948                                              | Vladimir Braun                                                            |
| Soldat Alexandre Matrossov             | ru:Рядовой Александр Матросов           | 12 mai 1948                                                  | Leonid Loukov                                                             |
| Le train va vers l'est                 | ru:Поезд идёт на восток                 | 7 juin 1948                                                  | Youli Raizman                                                             |
| Troisième coup                         | ru:Третий удар                          | 26 avril 1948                                                | Igor Savtchenko                                                           |
| Tsvetik-Semitsvetik (dessin animé)     | ru:Цветик-семицветик (мультфильм)       | 1948                                                         | Mikhaïl Tsekhanovski                                                      |
| Un garçon de la banlieue               | ru:Мальчик с окраины                    | 15 avril 1948                                                | Vassili Jouravlev                                                         |
| Une mariée lointaine                   | ru:Далёкая невеста                      | 2 aout 1948                                                  | Evgueni Alekseïevitch Ivanov-Barkov (ru)                                  |
| La Vie à la citadelle                  | ru:Жизнь в цитадели                     | 10 janvier 1948                                              | Herbert Rappaport                                                         |